# Les Règles du savoir-vivre dans la société moderne
Les Règles du savoir-vivre dans la société moderne est une pièce de théâtre, écrite sous la forme d'un monologue, de l'auteur dramatique français Jean-Luc Lagarce. Cette pièce a été créée en 1994 au Théâtre Granit dans une mise en scène de l'auteur.

## Personnages
- La Dame[2]

## Argument
Dans ce monologue, l'unique personnage, la Dame, édicte et commente les règles qu'il faut appliquer dans la société moderne pour faire face à tous les événements de la vie : la naissance, le parrainage, le choix du prénom de l'enfant, la vie de jeune fille, les fiançailles/le mariage, les anniversaires de mariage, la mort.

## Mises en scène
En 2025, 31 mises en scènes au théâtre sont référencées par Les Archives du spectacle dont :
- 1994 : première création, mise en scène Jean-Luc Lagarce, interprétation Mireille Herbstmeyer, Grrranit Scène Nationale - Belfort[5] ;
- 2006 : mise en scène Sophie Lannefranque, production Théâtre du Cri[6],[7] ;
- 2013 : mise en scène François Thomas, interprétation Martin Juvanon du Vachat[8] ;
- 2021 : mise en scène Marcial Di Fonzo Bo, interprétation Catherine Hiegel[9] ;
- 2023 : mise en scène Aurélie Lemaignen, Chapelle des Cordeliers, Crest Drôme[10].